# Ōgawara
Ōgawara (大河原町, Ōgawara-machi) est un bourg du district de Shibata, dans la préfecture de Miyagi, au Japon.

## Géographie

### Démographie
Au 1er octobre 2013, la population d'Ōgawara s'élevait à 23 687 habitants répartis sur une superficie de 25,01 km2.